# جوناتان آييتيه
جوناتان آييتيه ((بالفرنسية: Jonathan Ayité)‏؛ المولود في 21 يوليو 1985) مهاجم كرة قدم توغولي يلعب في نادي كشله الأذربيجاني وللفريق الوطني التوغولي لكرة القدم.

## وصلات خارجية
- جوناتان آييتيه على موقع الاتحاد الدولي (مؤرشف)  (الإنجليزية)
- جوناتان آييتيه على موقع اتحاد تركيا (لاعب) (الإنجليزية)
- جوناتان آييتيه على موقع رابطة كرة القدم الفرنسية للمحترفين (الإنجليزية)
- جوناتان آييتيه على موقع قاعدة بيانات كرة القدم.إي يو (الإنجليزية)
- جوناتان آييتيه على موقع ليكيب (الفرنسية)
- جوناتان آييتيه على موقع ناشيونال فوتبول تيمز (الإنجليزية)
- جوناتان آييتيه على موقع Soccerway.com (الإنجليزية)
- جوناتان آييتيه على موقع عالم كرة القدم.نت (الإنجليزية)
- جوناتان آييتيه على موقع AS.com (الإسبانية)

- جوناتان آييتيه  على سكروي